# 唐戸

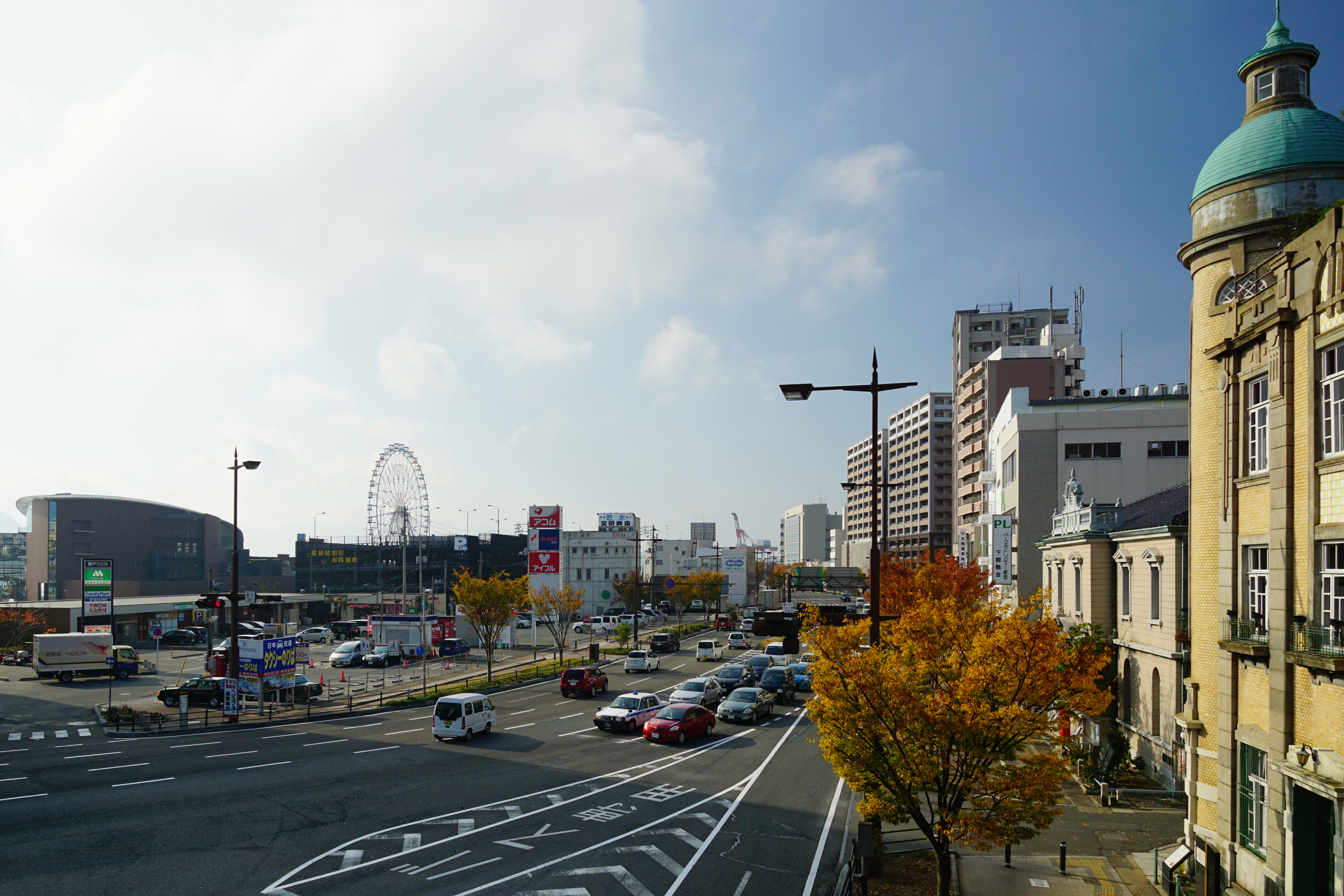
唐戸交差点付近

唐戸（からと）とは、山口県下関市の国道9号唐戸交差点を中心とした地域一帯の名称。一般的には、唐戸町のほか、下関市役所本庁舎がある南部町（なべちょう）、赤間町、中之町、阿弥陀寺町、観音崎町、あるかぽーとを含む地域を指す用語として使用される。広義には、東は壇ノ浦付近、北は貴船町や上田中町あたりまでを指す場合もある。

## 概要
古くからの港町・宿場町であり、市制施行以来、下関市（当初は赤間関市）の中心地であり続けた。
下関市の中心市街地は、北（東）の核を唐戸交差点、南（西）の核を下関駅として、2つの地点を結ぶ国道9号沿線一帯に形成されており、企業・金融機関の本支店が集中して立地する。ウォーターフロントエリアには、唐戸市場、海響館、カモンワーフといった観光施設があり、土日を中心に多くの観光客で賑わっている。ただし、国道9号の北側裏通りには、国道に沿う形で商店街（唐戸 - 豊前田 - 新地）が存在しているが、人通りがまばらで、空き店舗・雑居ビルが多く、往年の活気はない。しかし、赤間神宮の祭事である先帝祭の『上臈道中』や夏の馬関祭りが行われる日は、主要会場となるため多くの人が集まる。
唐戸は、地理的には、市制施行当時の領域（『旧市内』ともよばれる）における東の玄関口に位置する。唐戸交差点は、国道9号（下関駅 - 長府・小月方面）および県道57号（東駅・山の田および下関IC・新下関（勝山）方面）の交点にあたり、交差点至近に位置する唐戸バス停は市内を運行する路線バス（サンデン交通運行）の拠点停留所の一つとなっている。

### 再開発

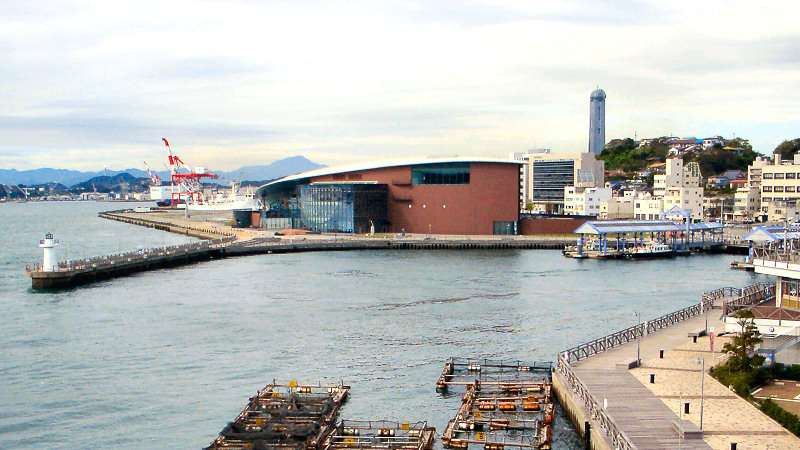
海響館と唐戸桟橋

下関の中心地および九州への海の玄関口として活況を呈した唐戸地区は、1970年代に入ってから、とくに厳しい状況におかれることになる。それは、山陽新幹線や関門橋の開通によって下関の通過都市化が進んだことに加えて、同時期にシーモール下関がオープンし、新幹線駅がある新下関地区とシーモールが立地する下関駅地区の重要性が増すにつれ、市中心部としての唐戸の求心力が相対的に低下することとなったためである。平成に入った段階で、南部町から岬之町（はなのちょう）に至る海岸沿いでは老朽化した倉庫や建物が立ち並び、さらに下関駅東側の細江地区では旧国鉄貨物ヤード跡地が広がっているという状況であり、下関の衰退を象徴するかのような景観であった。そのため、唐戸から細江町の海峡沿いにおいて「あるかぽーと」および「海峡あいらんど21」と呼ばれる再開発事業が進められることとなった。
唐戸においては、倉庫群が一掃され、埋立地・あるかぽーとの整備ののちその一部に市立水族館（海響館）が長府から移転オープン、唐戸市場が改築され、複合飲食施設であるカモンワーフがオープンするなど、21世紀に入って海峡沿いの景観が大きく様変わりした。

## 観光地・商業施設
旧下関英国領事館（現存する国内最古の領事館、国の重要文化財）、旧秋田商会ビル、下関南部町郵便局（国内最古の現役郵便局）などのレトロな建築物が点在しており、多くの家族連れや若者などが観光に訪れている。夜はライトアップされる。
観光スポット及び商業施設は以下の通り。

### 唐戸桟橋付近
- 旧下関英国領事館
- 唐戸市場
- カモンワーフ
- 亀山八幡宮
- 唐戸桟橋（唐戸ターミナルビル）
  - 関門汽船 - 門司港への高速船
- 唐戸商店街 - 唐戸銀天街、唐戸ふれあい通り商店街などから構成される。飲食店や雑貨店、衣料品店のほか、生鮮食品を売る店が軒を連ねている。
  - カラトピア（サンリブ唐戸）
- あるかぽーと
  - しものせき水族館 海響館
  - はい!からっと横丁

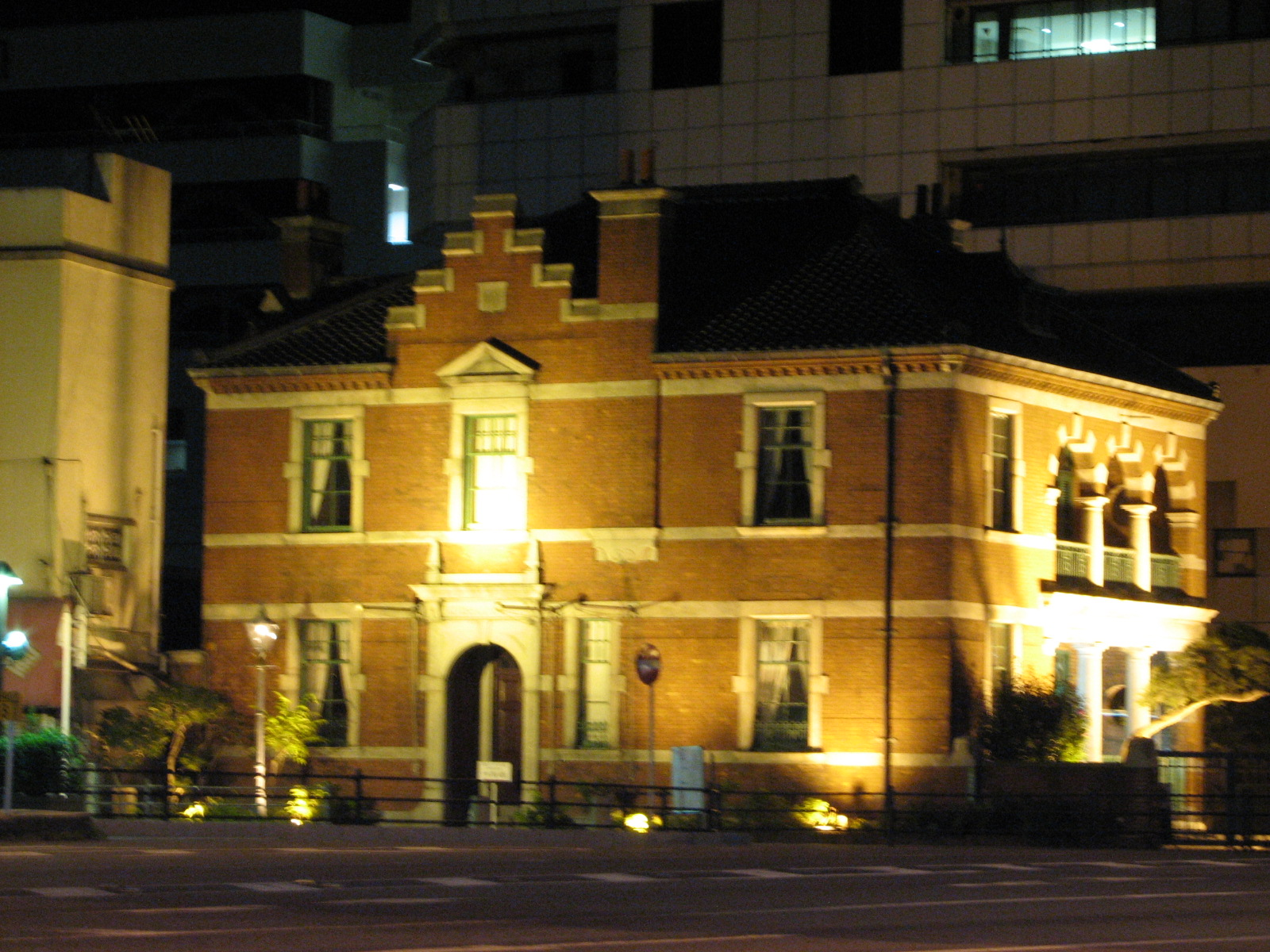
旧英国領事館
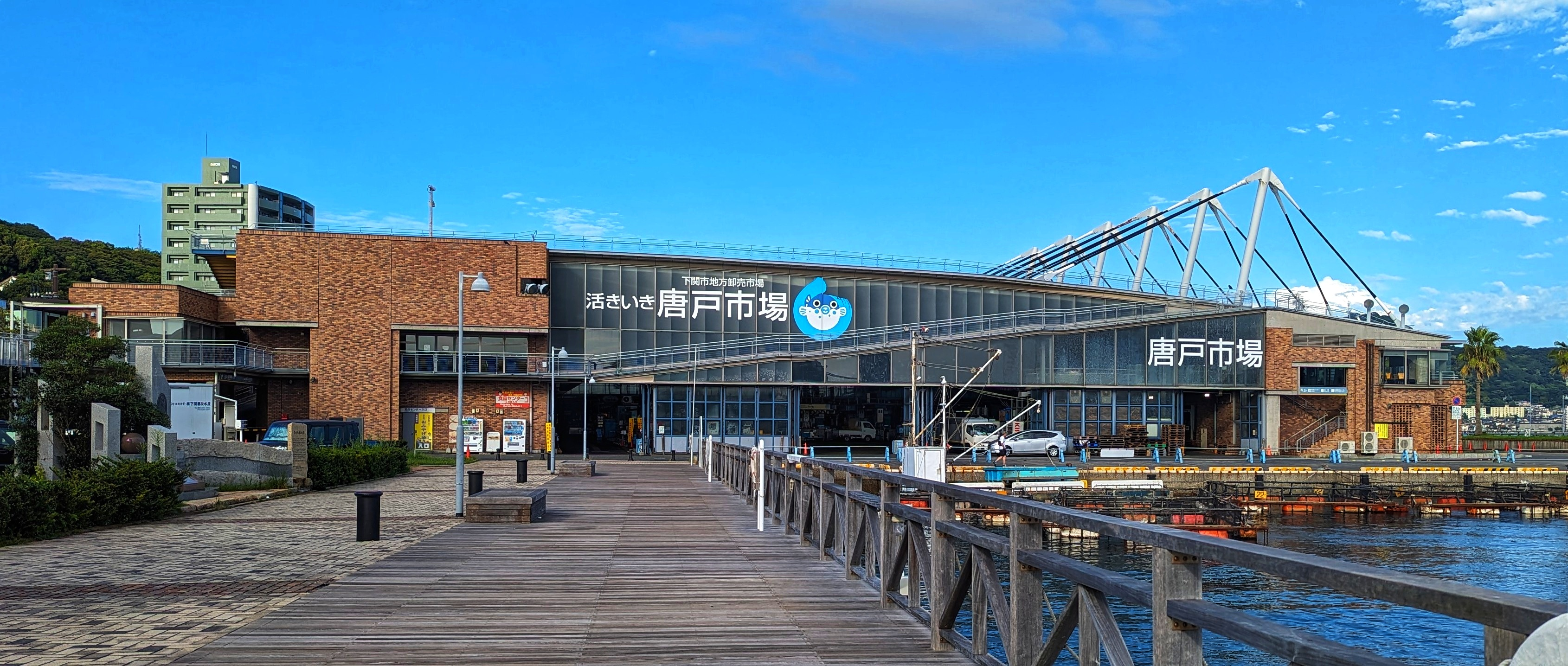
唐戸市場（2023年9月）
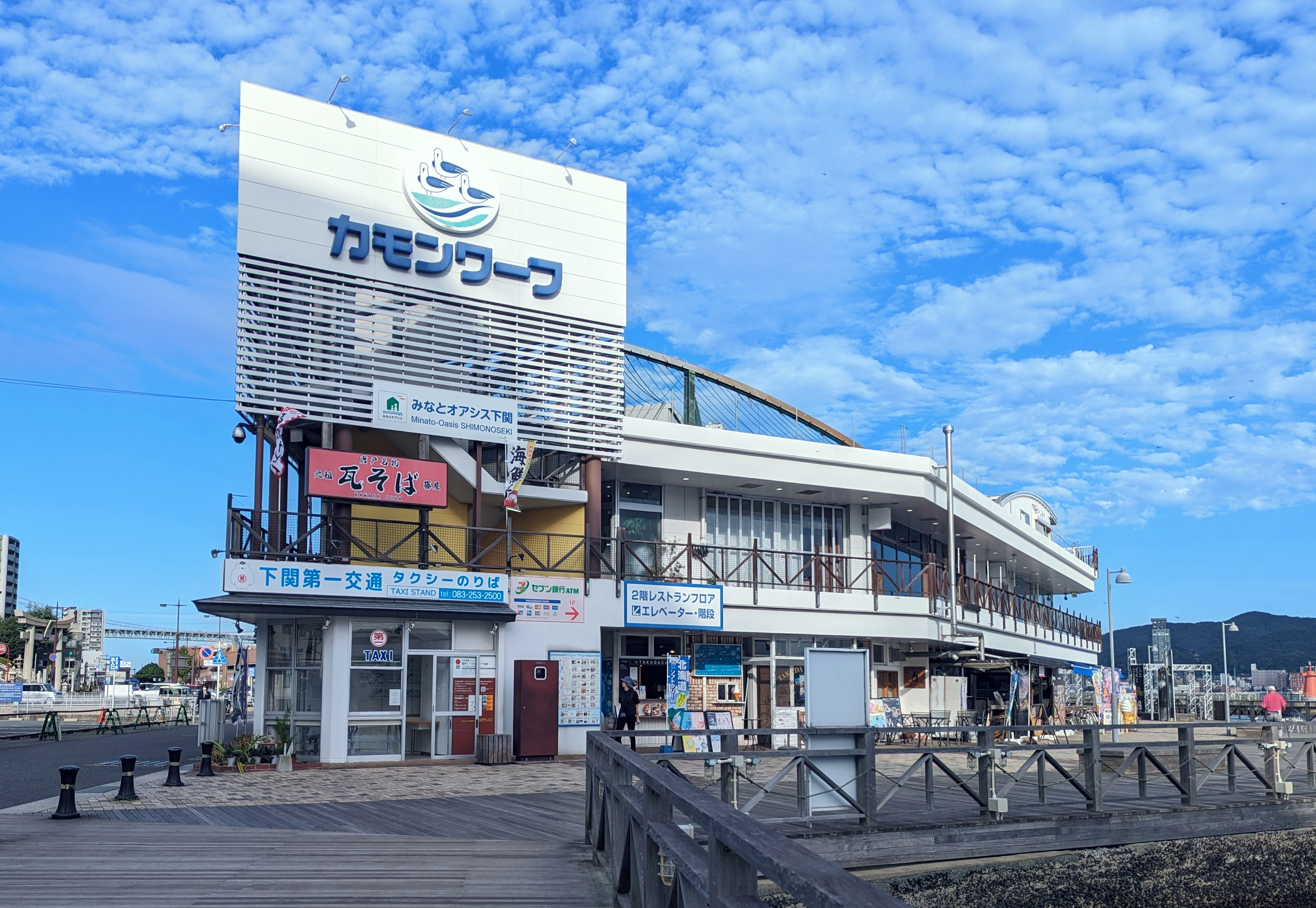
カモンワーフ（2023年9月）
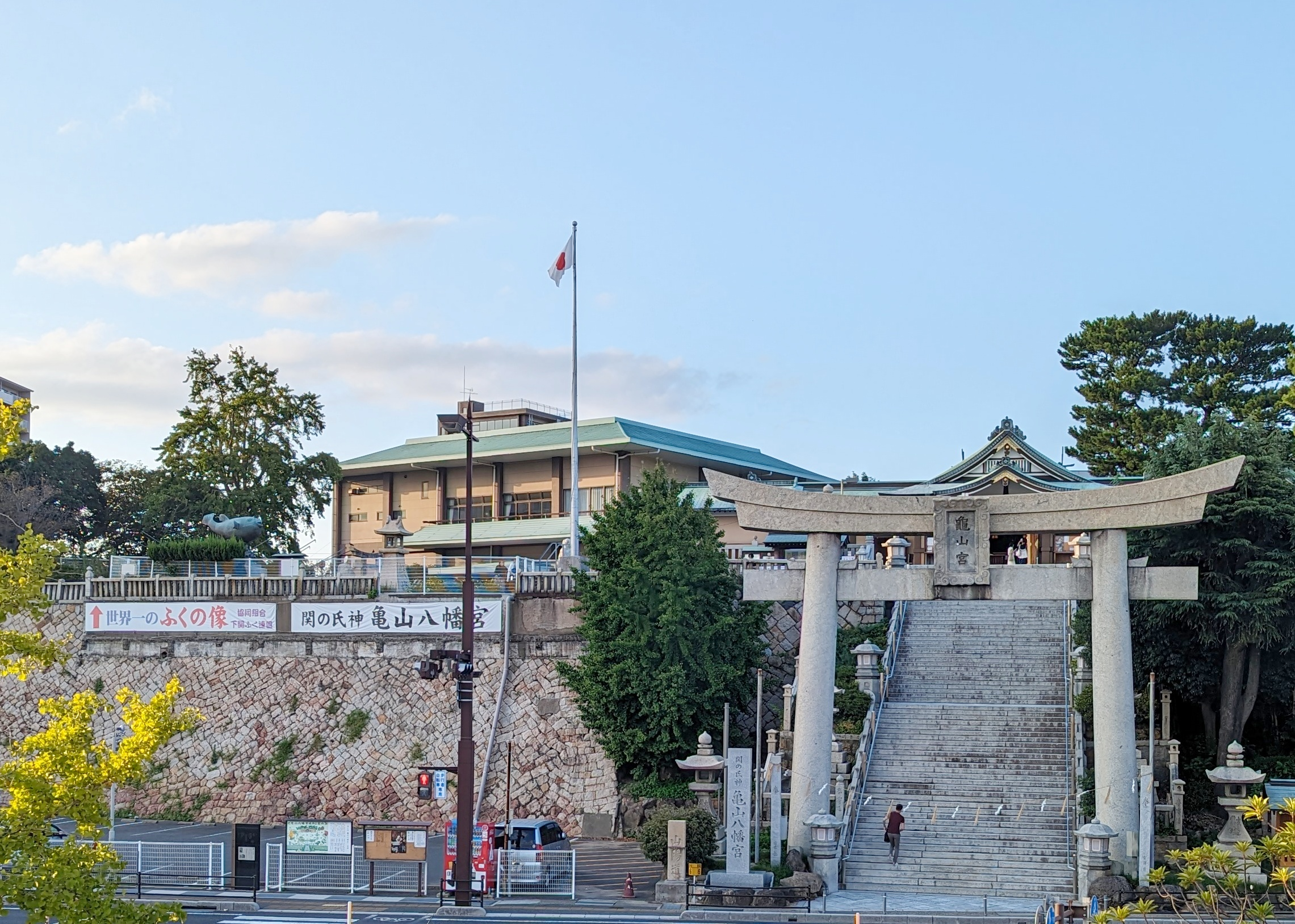
亀山八幡宮（2023年9月）
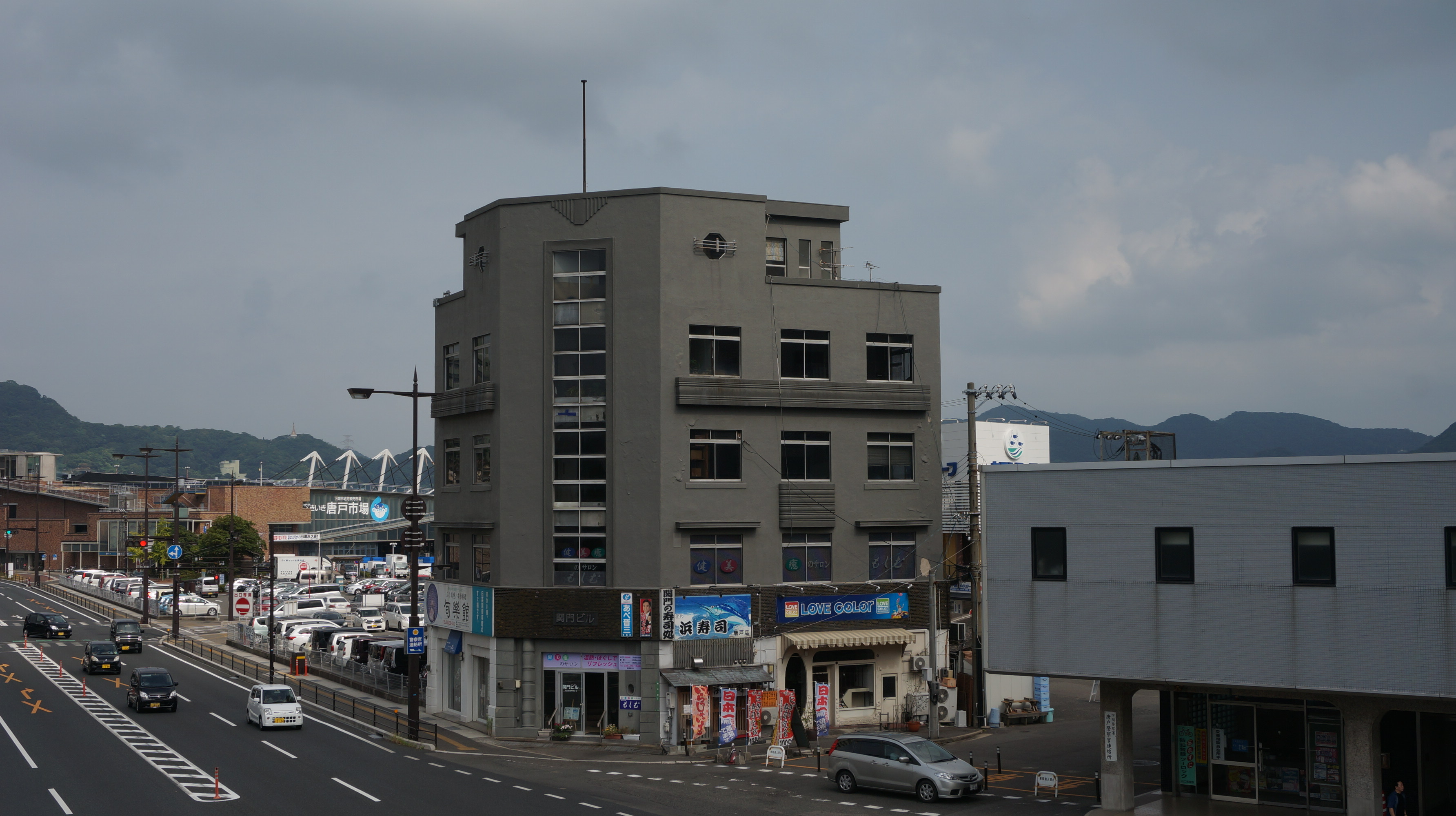
関門ビル
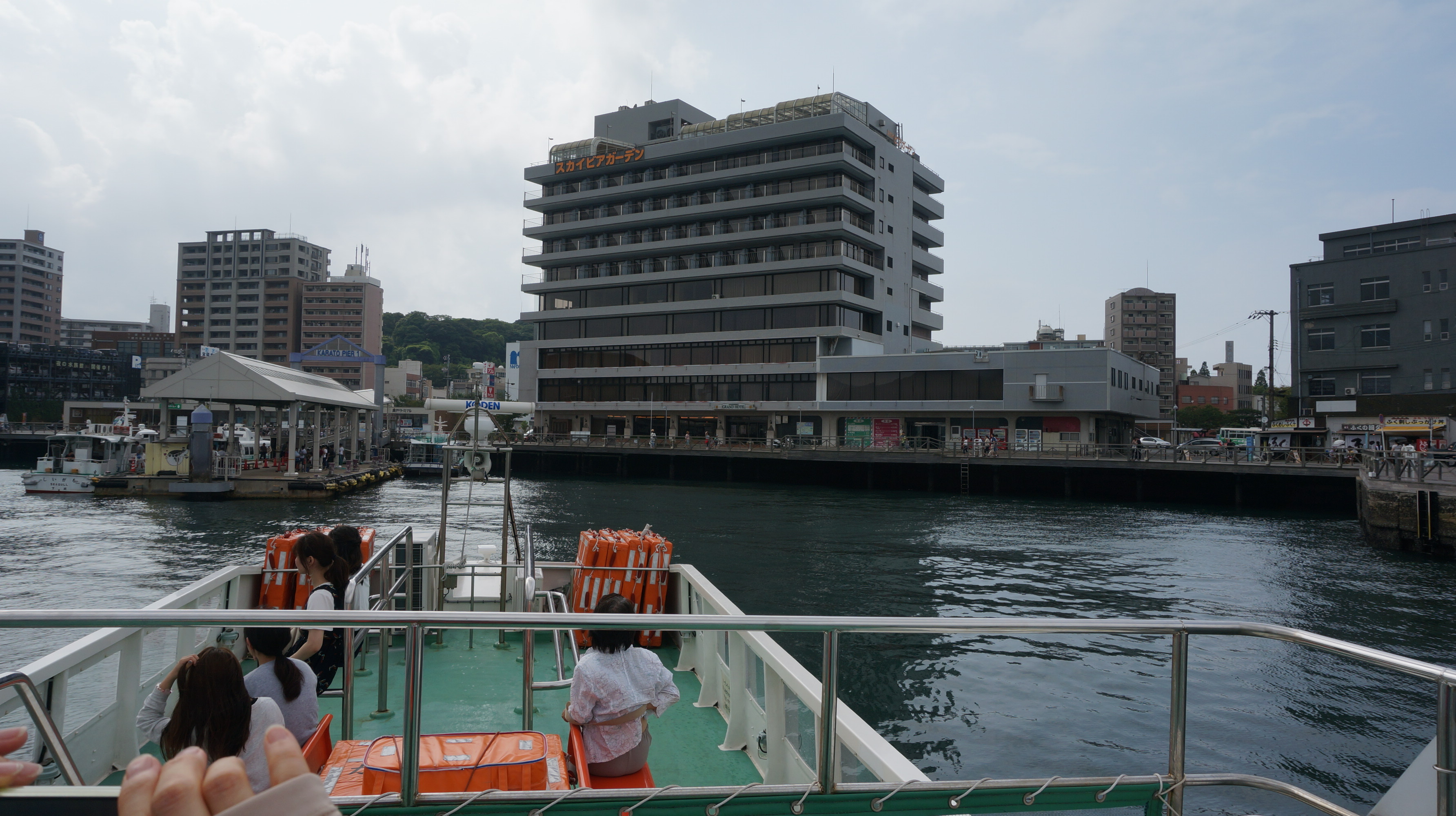
下関グランドホテル
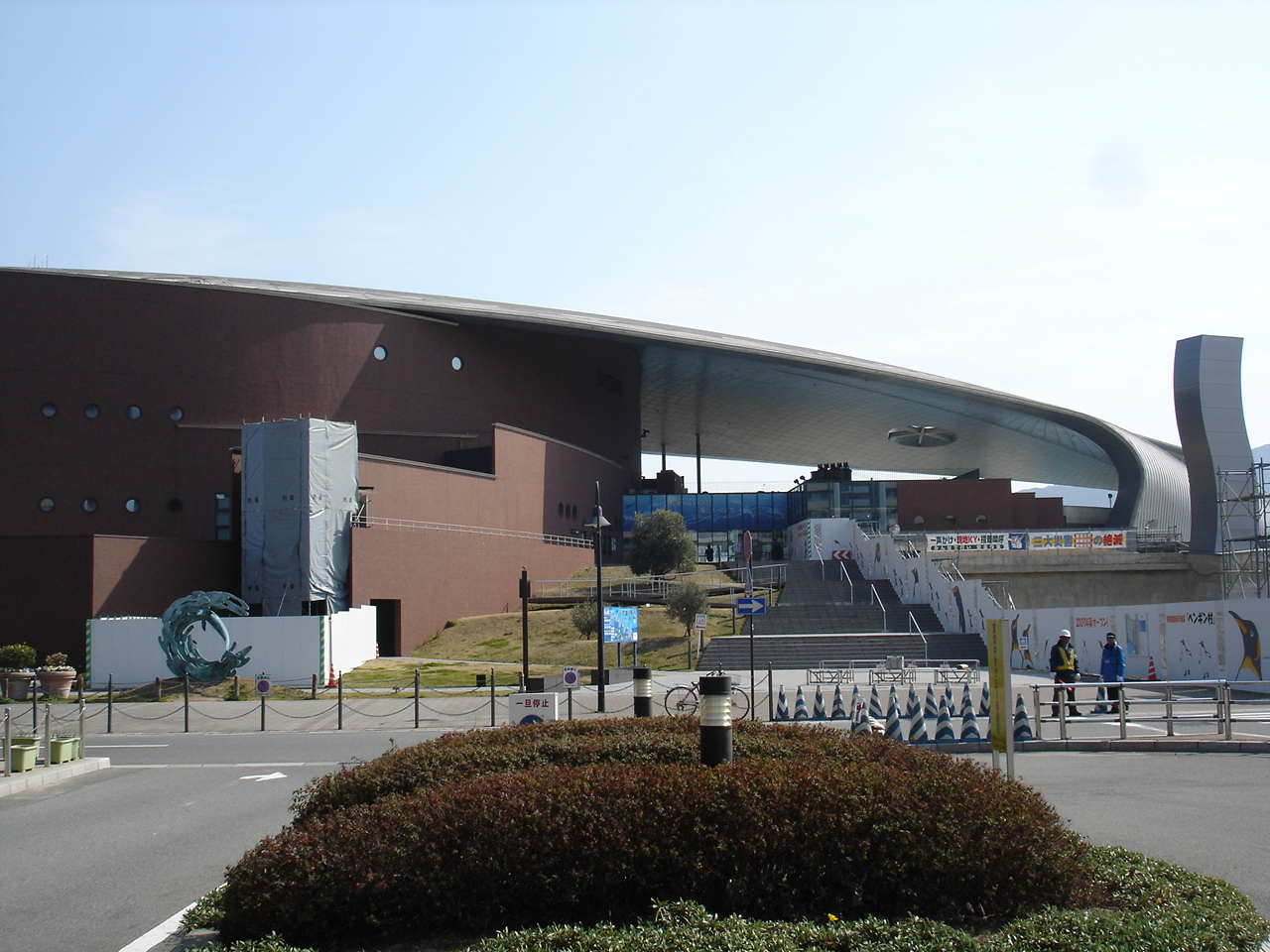
海響館
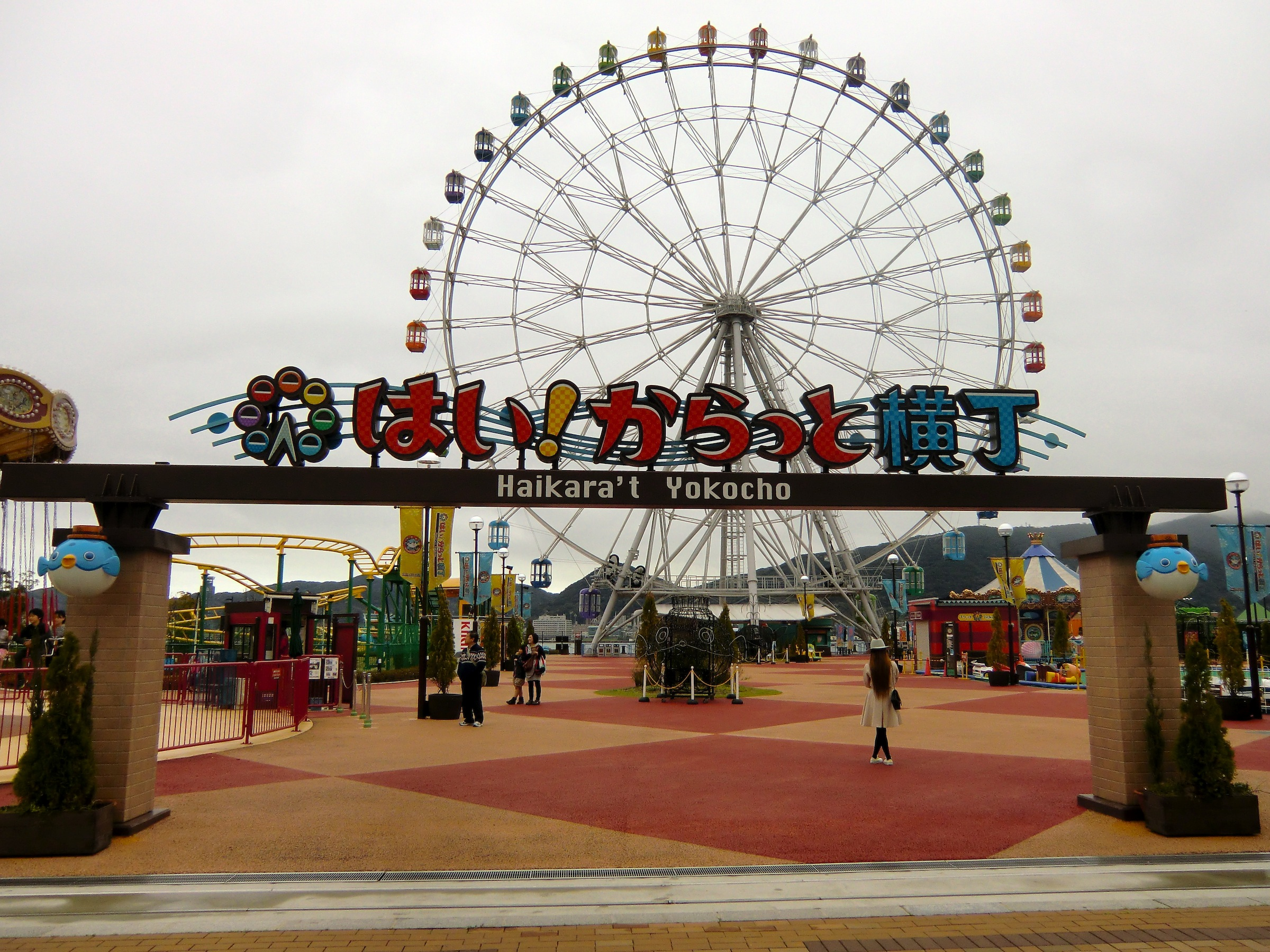
はい!からっと横丁

### 南部町付近
- 旧秋田商会ビル
- 下関南部町郵便局
- 山口銀行別館（旧三井銀行下関支店、旧百十銀行本店）
  - やまぎん史料館（企業博物館）を併設
- 下関市立近代先人顕彰館（愛称：田中絹代ぶんか館、旧逓信省下関電信局電話課局舎）
- ロダン美容室（旧宮崎商館）

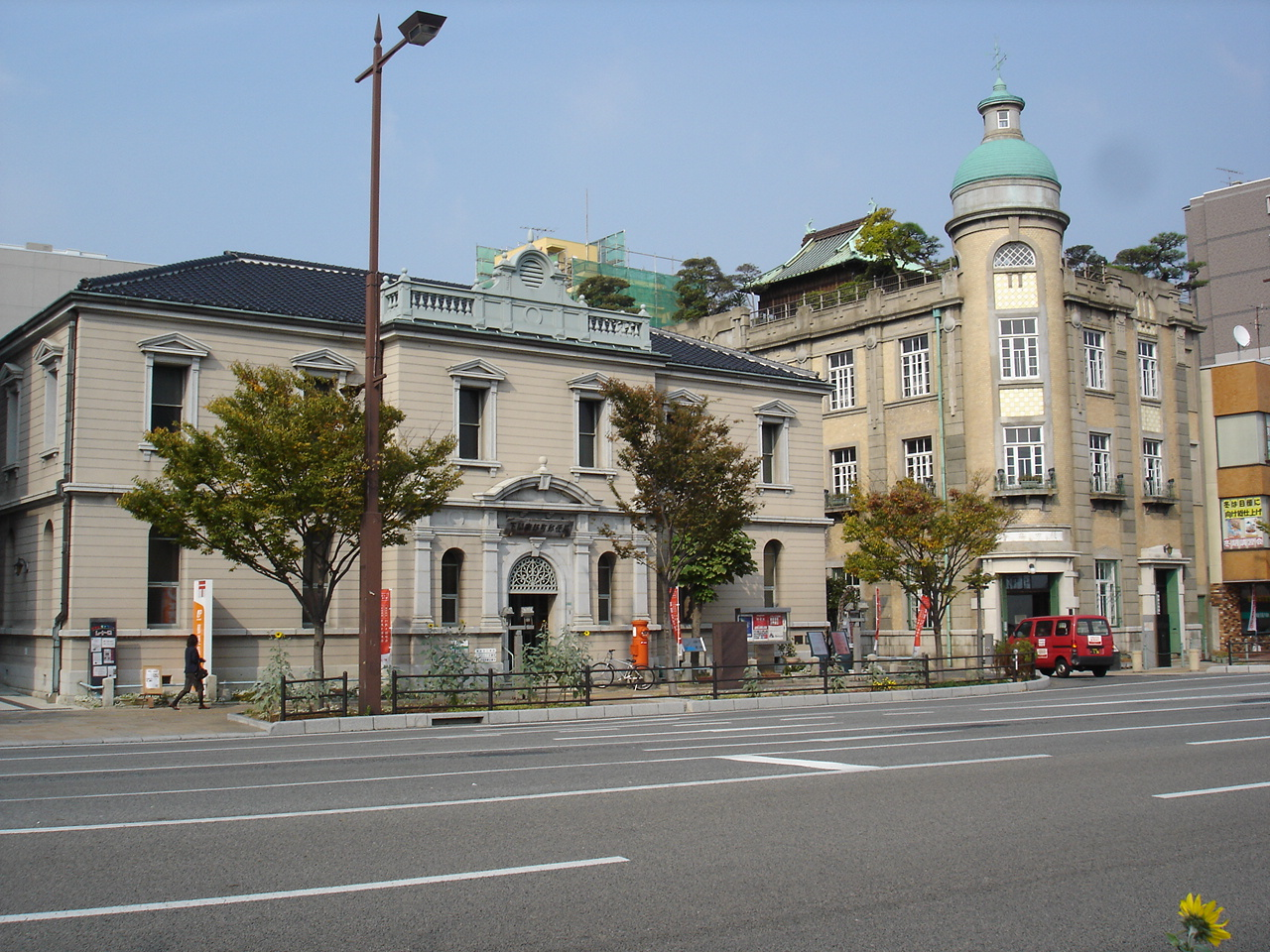
下関南部町郵便局・旧秋田商会
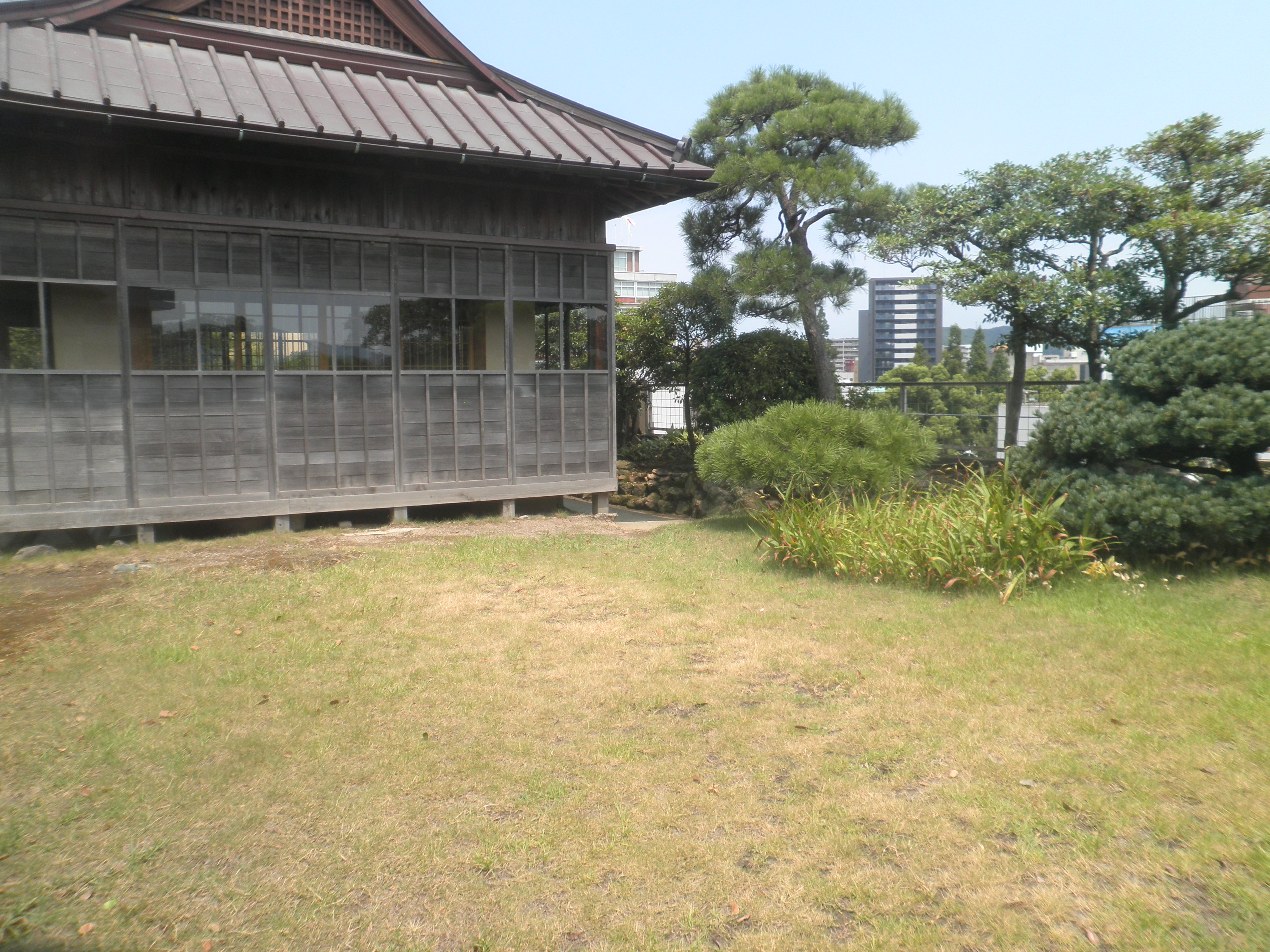
旧秋田商会ビルの屋上庭園
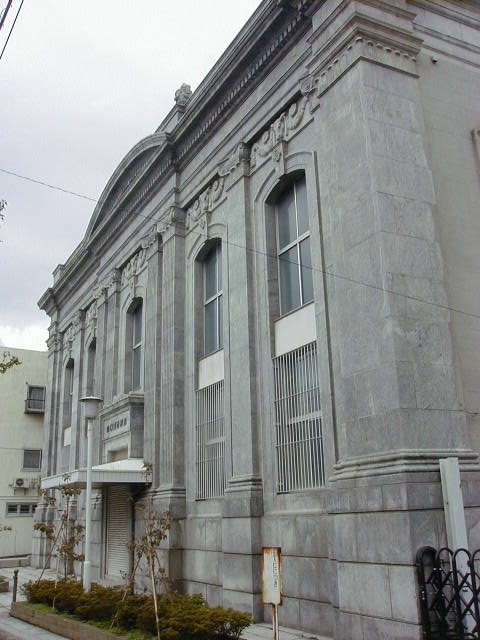
山口銀行別館（旧三井銀行下関支店）

### 関門橋付近

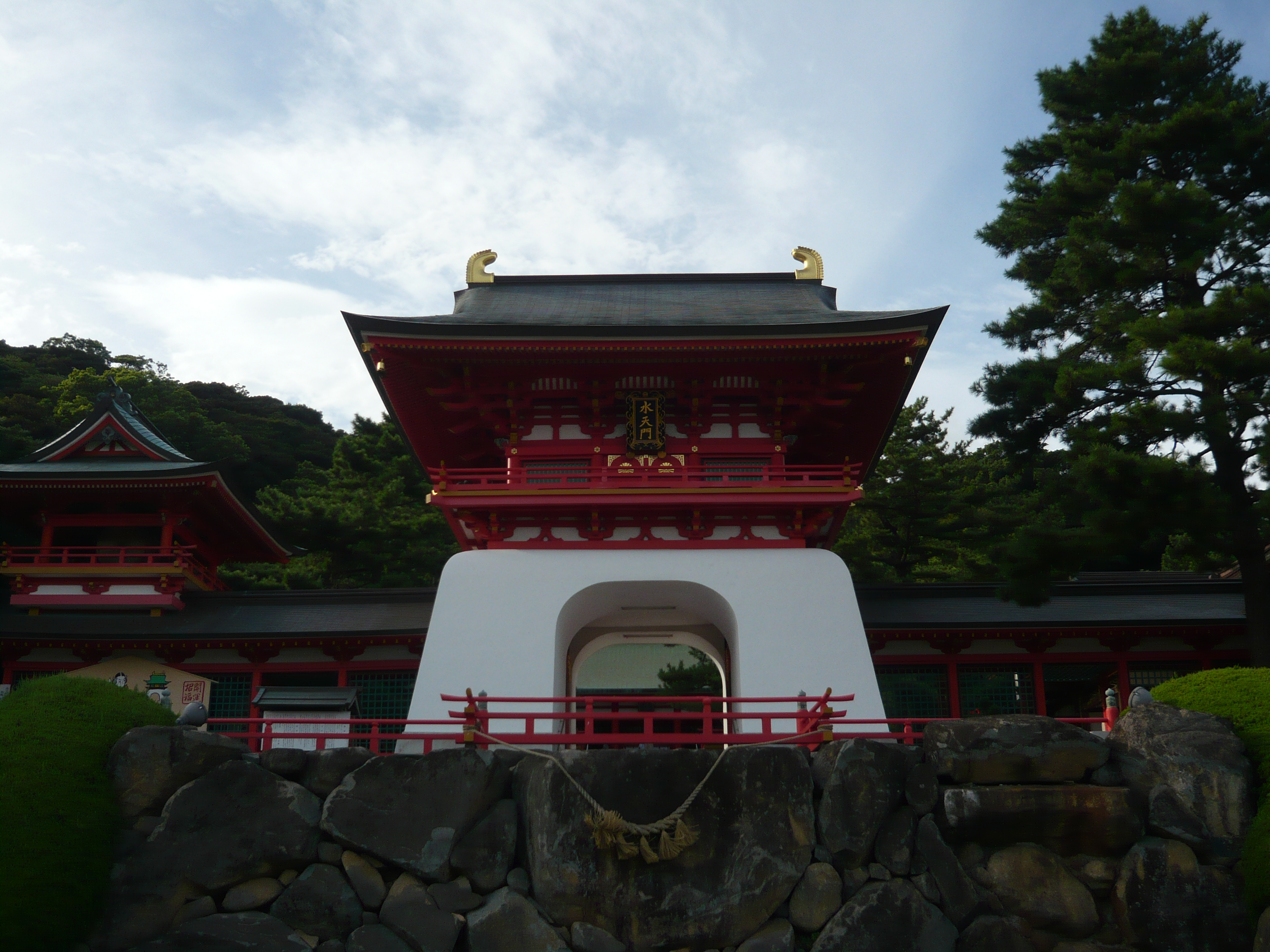
赤間神宮（祭神：安徳天皇）
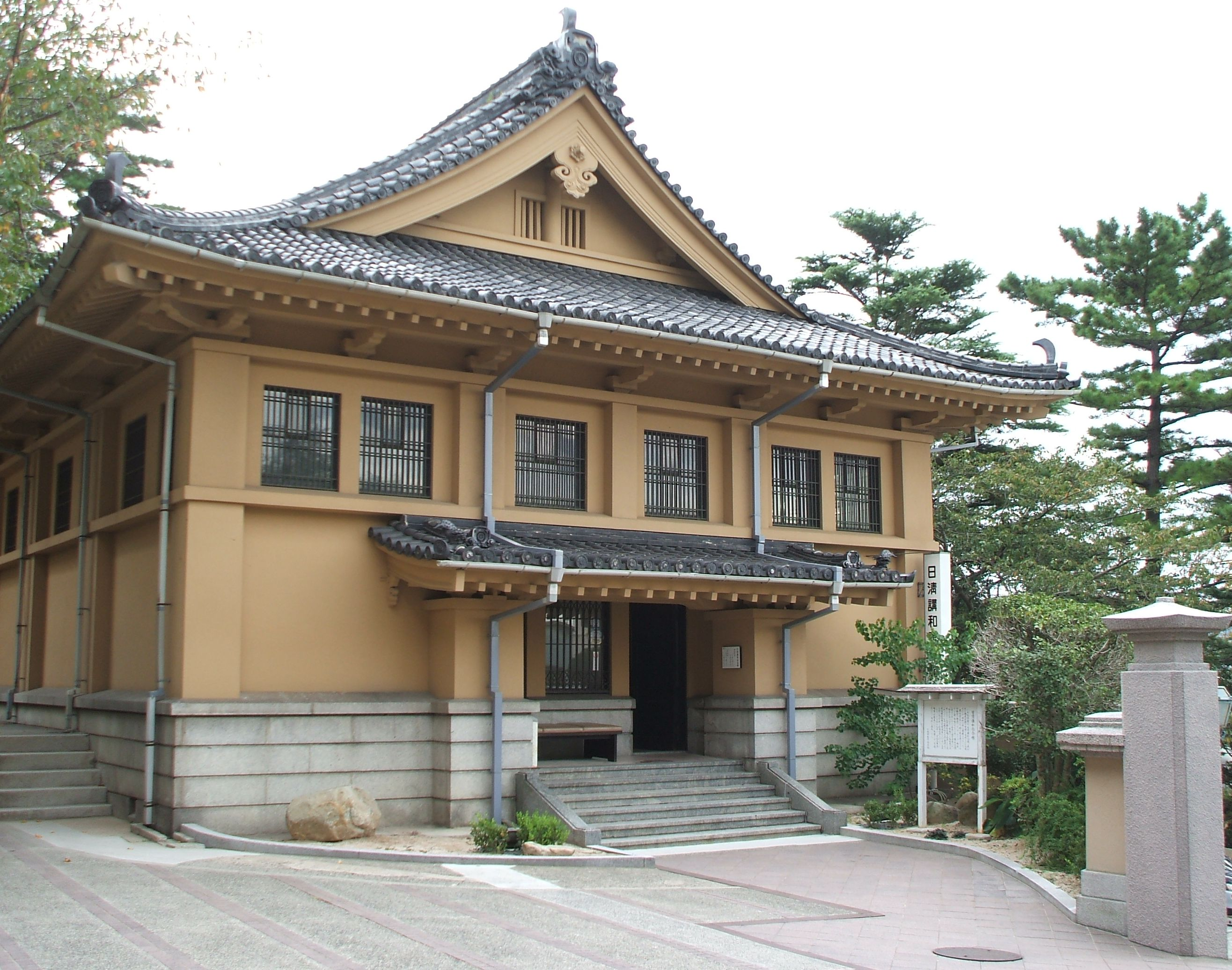
春帆楼・日清講和記念館

- 春帆楼（下関条約締結会場）
- 藤原義江記念館
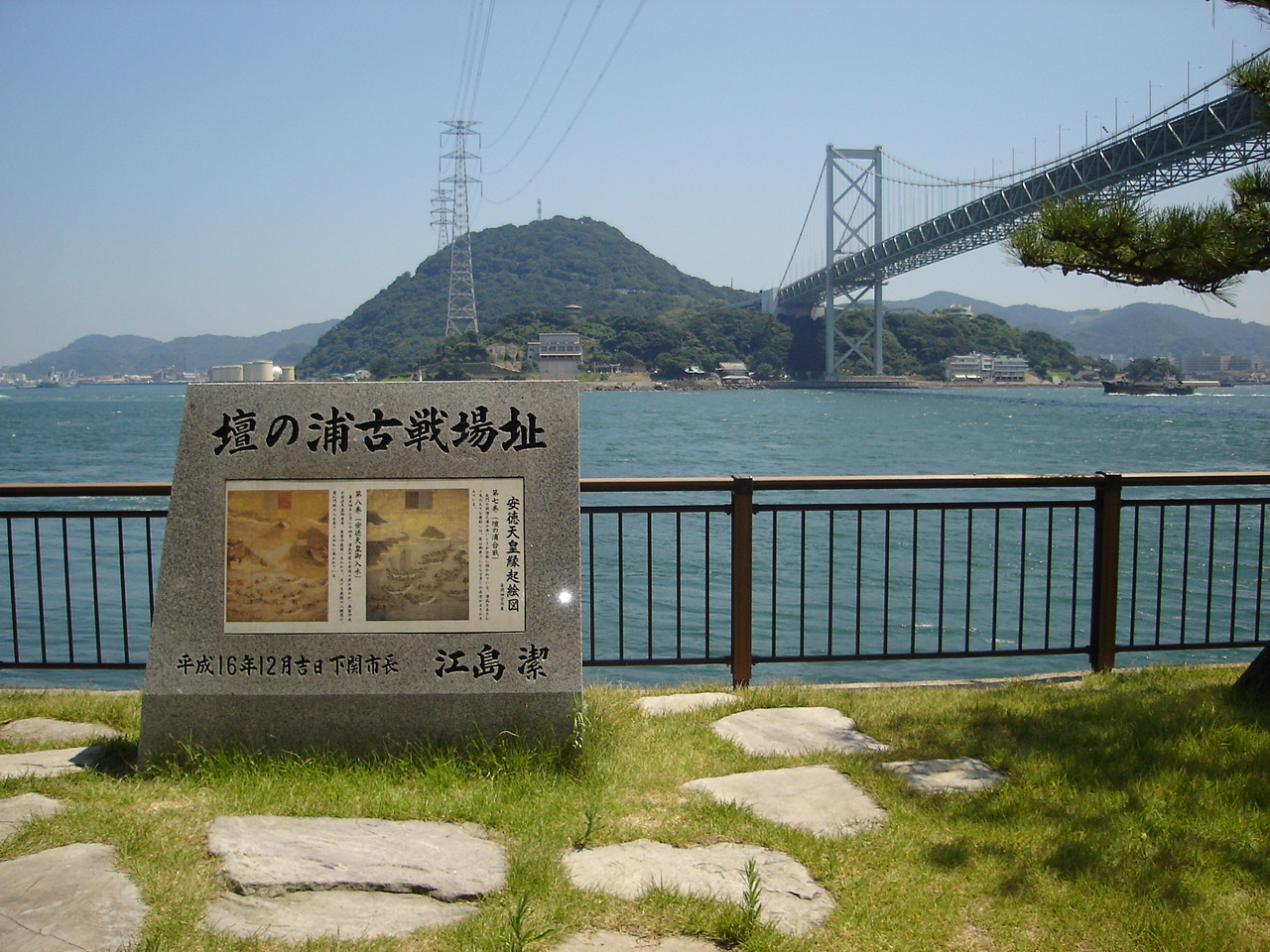
みもすそ川公園
- 壇ノ浦古戦場
- 関門トンネル人道口
- 火の山公園

- 赤間神宮
- 春帆楼・日清講和記念館
- みもすそ川公園

## 北九州市との観光連携
1990年代前半、対岸の北九州市・門司港地区も下関同様に寂れた港町の景観をなしていたが、下関の再開発事業と同時期に観光地としての整備が推し進められ、現在は「門司港レトロ」として多くの観光客を集める場所となった。唐戸桟橋から門司港へ船で渡ることができ、現在は、唐戸と門司は一つの観光周遊コースとなっている。
毎年8月に行なわれる関門海峡花火大会の下関側会場である。花火大会当日はカモンワーフ・関門汽船の桟橋から西南部バス停まで混雑する。

## 公共施設・企業
公共施設
- 下関市役所
- 下関保健所
- 下関南部町郵便局
- 下関警察署唐戸交番
- 下関商工会館
- 下関市立大学唐戸サテライトキャンパス

企業
- 東洋証券下関支店
- 山口銀行唐戸支店
- 西京銀行唐戸支店
- 山口銀行下関ビジネスサポートプラザ
- 大西商事本社
- KRY山口放送下関支社
- 読売新聞下関支局

## 市役所移転・あるかぽーと開発問題
同地区には唐戸商店街があるが、近年閉店する店が増え、再開発によって盛況さを取り戻した海峡沿いとは対照的に、やや寂れた感じが漂う。
あるかぽーとでの商業施設誘致や新市庁舎の移転が検討されている。市庁舎移転については、江島潔市長（当時）が新下関移転の方針を決定し、あるかぽーと開発については、2007年にイズミの誘致計画が頓挫するなど開発計画が暗礁に乗り上げていたものの、翌2008年に下関市が事業提案の募集・審査を行い、ホテルやシネマコンプレックスを含めた複合商業施設を整備する事業案 が採用された。ところが、2009年3月には市役所移転凍結およびあるかぽーと芝生公園化を選挙公約に掲げていた中尾友昭が下関市長に就任し、所信表明で両問題について江島前市長の方針を転換することが示された。下関市議会には中尾市長の方針に反対する動きもある中で、あるかぽーと問題については中尾市長の方針が変更されるなど、事態は非常に流動的である。

## 交通
- 下関駅からサンデン交通バス「唐戸」下車
- 門司港駅から徒歩1分の門司港から関門汽船利用
- 下関港国際ターミナル（韓国釜山との定期フェリー）から下関駅前にてサンデン交通バスに乗り換え。